# Colombia vid världsmästerskapen i friidrott 2023
Colombia tävlade vid världsmästerskapen i friidrott 2023 i Budapest i Ungern mellan den 19 och 27 augusti 2023.

## Medaljörer
| Medalj | Namn      | Gren                   | Datum      |
| ------ | --------- | ---------------------- | ---------- |
| Silver | Flor Ruiz | Damernas spjutkastning | 25 augusti |

## Resultat
Colombias trupp bestod av 15 idrottare.

### Herrar
Gång- och löpgrenar
| Idrottare             | Gren              | Försöksheat | Försöksheat | Semifinal        | Semifinal        | Final            | Final            |
| Idrottare             | Gren              | Resultat    | Placering   | Resultat         | Placering        | Resultat         | Placering        |
| --------------------- | ----------------- | ----------- | ----------- | ---------------- | ---------------- | ---------------- | ---------------- |
| Ronal Longa           | 100 meter         | 11,31       | 8           | Gick inte vidare | Gick inte vidare | Gick inte vidare | Gick inte vidare |
| Anthony Zambrano      | 400 meter         | 0DSQ0       | 0DSQ0       | Gick inte vidare | Gick inte vidare | Gick inte vidare | Gick inte vidare |
| Éider Arévalo         | 20 kilometer gång | —           | —           | —                | —                | 1:21.55          | 26               |
| César Herrera         | 20 kilometer gång | —           | —           | —                | —                | 1:27.47          | 46               |
| Éider Arévalo         | 35 kilometer gång | —           | —           | —                | —                | 0DNF0            | 0DNF0            |
| José Leonardo Montaña | 35 kilometer gång | —           | —           | —                | —                | 2:31.45 0SB0     | 17               |
| Juan José Soto        | 35 kilometer gång | —           | —           | —                | —                | 0DSQ0            | 0DSQ0            |

Teknikgrenar
| Idrottare     | Gren    | Kval    | Kval      | Final            | Final            |
| Idrottare     | Gren    | Distans | Placering | Distans          | Placering        |
| ------------- | ------- | ------- | --------- | ---------------- | ---------------- |
| Geiner Moreno | Tresteg | NM      | NM        | Gick inte vidare | Gick inte vidare |

### Damer
Gång- och löpgrenar
| Idrottare        | Gren              | Försöksheat | Försöksheat | Semifinal  | Semifinal | Final            | Final            |
| Idrottare        | Gren              | Resultat    | Placering   | Resultat   | Placering | Resultat         | Placering        |
| ---------------- | ----------------- | ----------- | ----------- | ---------- | --------- | ---------------- | ---------------- |
| Evelis Aguilar   | 400 meter         | 51,27 0PB0  | 5 q         | 51,07 0PB0 | 5         | Gick inte vidare | Gick inte vidare |
| Sandra Arenas    | 20 kilometer gång | —           | —           | —          | —         | 0DNF0            | 0DNF0            |
| Arabelly Orjuela | 35 kilometer gång | —           | —           | —          | —         | 2:59.58 0SB0     | 23               |

Teknikgrenar
| Idrottare             | Gren          | Kval       | Kval      | Final            | Final            |
| Idrottare             | Gren          | Distans    | Placering | Distans          | Placering        |
| --------------------- | ------------- | ---------- | --------- | ---------------- | ---------------- |
| Natalia Linares       | Längdhopp     | 6,38       | 25        | Gick inte vidare | Gick inte vidare |
| Mayra Gaviria         | Släggkastning | 66,82      | 32        | Gick inte vidare | Gick inte vidare |
| María Lucelly Murillo | Spjutkastning | 62,72 0PB0 | 5 Q       | 54,85            | 11               |
| Flor Ruiz             | Spjutkastning | 62,05 0SB0 | 7 Q       | 65,47 0AR0       | 2                |

Mångkamp – Sjukamp
| Idrottare     | Gren     | 100 m häck | Höjd | Kula  | 200 m | Längd | Spjut | 800 m | Totalt | Placering |
| ------------- | -------- | ---------- | ---- | ----- | ----- | ----- | ----- | ----- | ------ | --------- |
| Martha Araújo | Resultat | 13,65      | 1,65 | 12,71 | 25,67 | 5,90  | 44,87 | 0DNS0 | 0DNF0  | 0DNF0     |
| Martha Araújo | Poäng    | 1028       | 795  | 708   | 826   | 819   | 761   | 0     | 0DNF0  | 0DNF0     |